# Malabaila abyssinica
Malabaila abyssinica är en flockblommig växtart som beskrevs av Pierre Edmond Boissier. Malabaila abyssinica ingår i släktet Malabaila och familjen flockblommiga växter. Inga underarter finns listade i Catalogue of Life.